# Uráli bagoly
Az uráli bagoly (Strix uralensis) egy nagytermetű, éjjeli aktivitású bagolyfaj. A bagolyalakúak (Strigiformes) rendjében, a bagolyfélék (Strigidae) családjába tartozó madárfaj.

## Elterjedése
A hideg- és mérsékelt égövi Eurázsiában él Szahalintól és Japántól Skandináviáig és a Kárpát-medencéig. Elterjedésének határa északon nagyjából a 65. szélességi fok, délen nagyjából a tajga déli határát követi. Közép-Európa hegységeiben a Strix uralensis macroura alfaj a fő elterjedési területtől izoláltan él.
A zárt, öreg erdőket kedveli, messze az emberi lakhatástól. Általában jobban szeret tisztásokhoz közel fészkelni, a sűrűben. Kerülik az erdő meredek lejtős, vagy sűrű aljnövényzetű részeit.

### A Kárpát-medencében
Elterjedt faj a Kárpátok bükköseiben és fenyveseiben. Magyarországon főként a Zempléni-hegység bükköseiben fészkel rendszeresen, de olykor az Északi-középhegység más erdeiben is költ. A hazai fészkelőállománya körülbelül 160-260 párra tehető (2008-2012).

## Alfajai
- Strix uralensis macroura - Közép- és Észak-Európa
- Strix uralensis liturata - Lengyelország északi része, a Skandináv-félsziget és Oroszország európai részének északi fele
- Strix uralensis uralensis - Oroszország európai részének keleti fele és Nyugat-Szibéria
- Strix uralensis yenisseensis - Szibéria középső és északkeleti része és Mongólia északkeleti része
- Strix uralensis daurica - Közép-Szibéria délkeleti része, Mongólia északkeleti része és Mandzsúria északi része
- Strix uralensis nikolskii - Szibéria délkeleti része, Szahalin, a Koreai-félsziget és Kína északkeleti része
- Strix uralensis japonica - a Kuril-szigetek déli szigetei és Hokkaidó
- Strix uralensis hondoensis - Honsú északi része
- Strix uralensis momiyamae - Honsú középső része
- Strix uralensis fuscescens - Honsú nyugati és déli része

## Megjelenése
Megjelenése a macskabagolyéra emlékeztet, de annál nagyobb, bár az uhunál kisebb. Tollazata sápadt szürkésbarna, a hátán feltűnő sötét mintával. Feje kerek, arca szürkésbarna, csőre sárga vagy narancsszínű, szeme fekete. Tollfülei nincsenek. Keresztcsíkozott farka hosszú ékben végződik. Szárnyvégei kerekítettek. Röpte erőteljes, kissé az egerészölyvére emlékeztet. Ivari dimorfizmusa nem feltűnő. Hossza: 50–59 cm, szárnyfesztávolsága: hím 115 cm, tojó 125 cm. Testtömeg: hím 540–730 g, tojó 720–1200 g.

## Életmódja

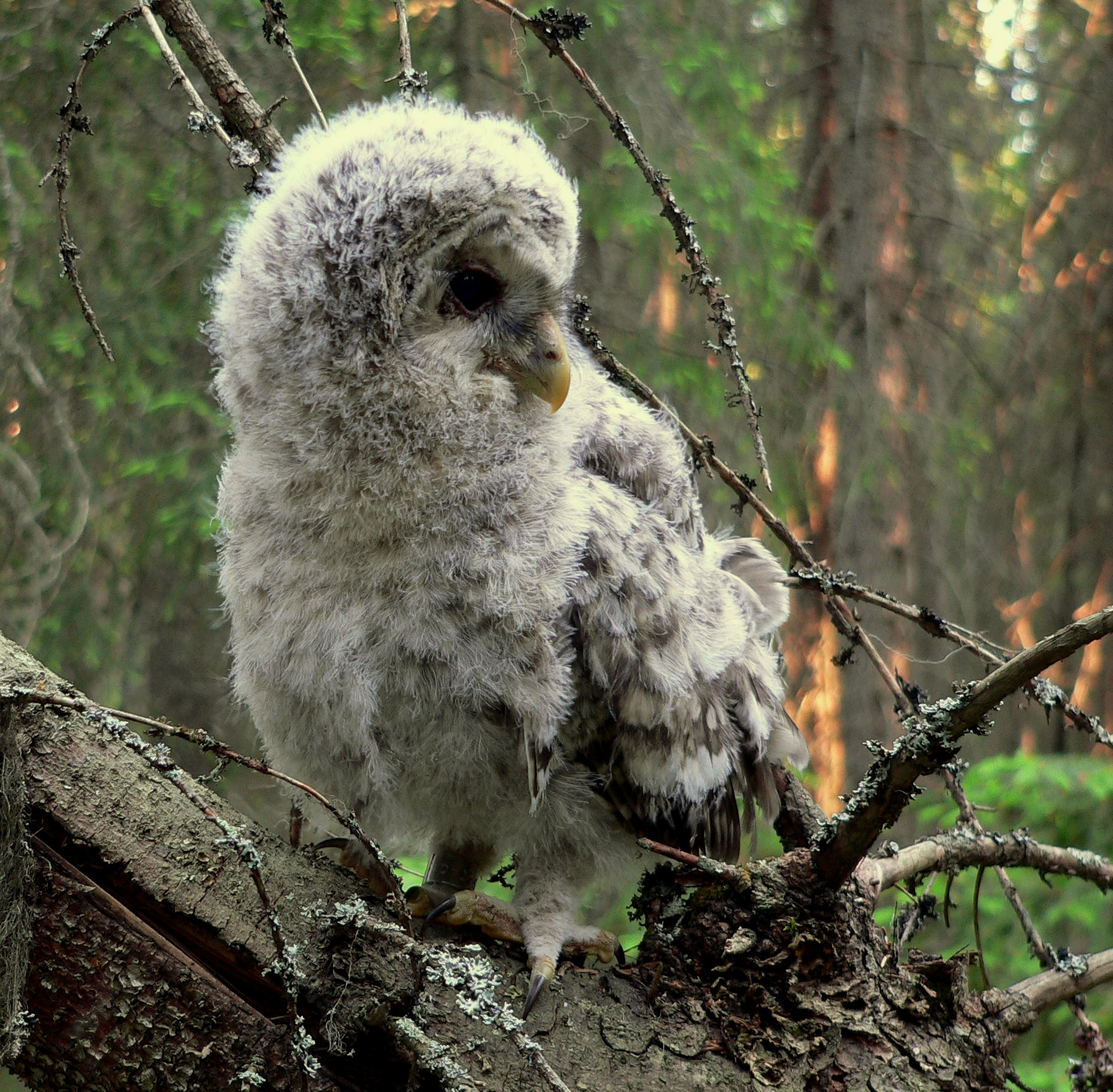
A fiókák még röpképtelenek, amikor elhagyják a fészket. A fészket és a fiókákat messzire kerüljük el, mert a szülők agresszíven támadnak, ha közelítünk. Erőteljes karmaikkal könnyen megvakíthatnak egy embert

Éjjeli ragadozó, a tevékenységeinek csúcsa szürkületkor, vagy hajnalban észlelhetőek. Táplálékának nagy százalékát kisebb emlősök teszik ki. Főleg rágcsálókat, de ritkábban zsákmányul ejt fiatal vadnyulakat is. Néha madarakkal is táplálkozik, elégtelen préda esetén hüllőkkel, kétéltűekkel.
Nagyobb faodvakban vagy ragadozómadarak elhagyott fészkein költ, és nagyméretű mesterséges fészekodvakban is megtelepíthető. Rendszerint két tojást rak, a fiókák 27–34 nap után kelnek ki, mely idő alatt kizárólag a tojó kotlik rajtuk. Kb. 4 hét után elhagyják a fészket, de ilyenkor még röpképtelenek.
Az uráli bagoly erős védelmező és agresszíven támad, ha fészkéhez vagy fiókájához más élőlény, vagy akár egy ember közelít. Erőteljes karmaival könnyen megvakíthat egy embert, hiszen elsősorban a fejet támadja.

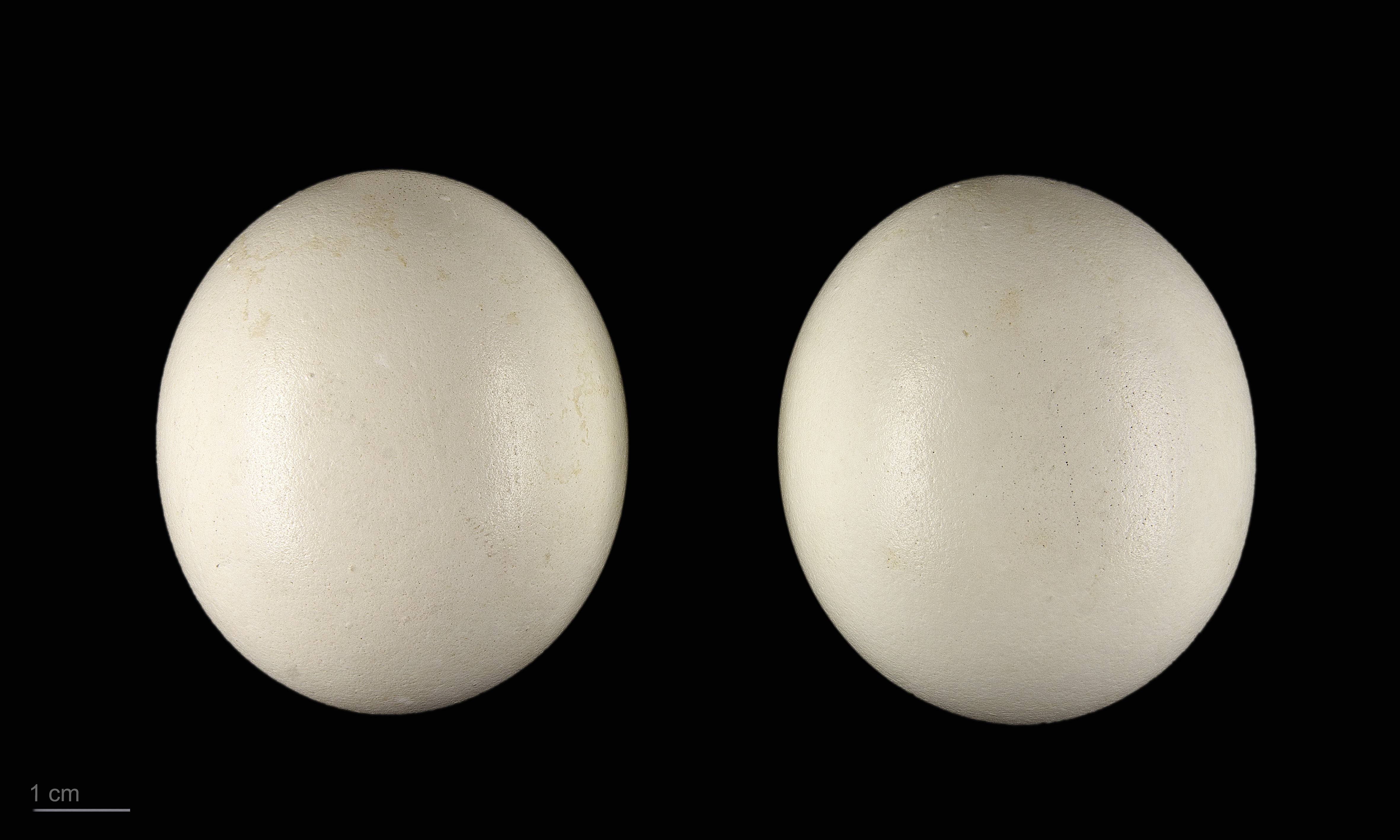
Strix uralensis uralensis